# Otto Kauders

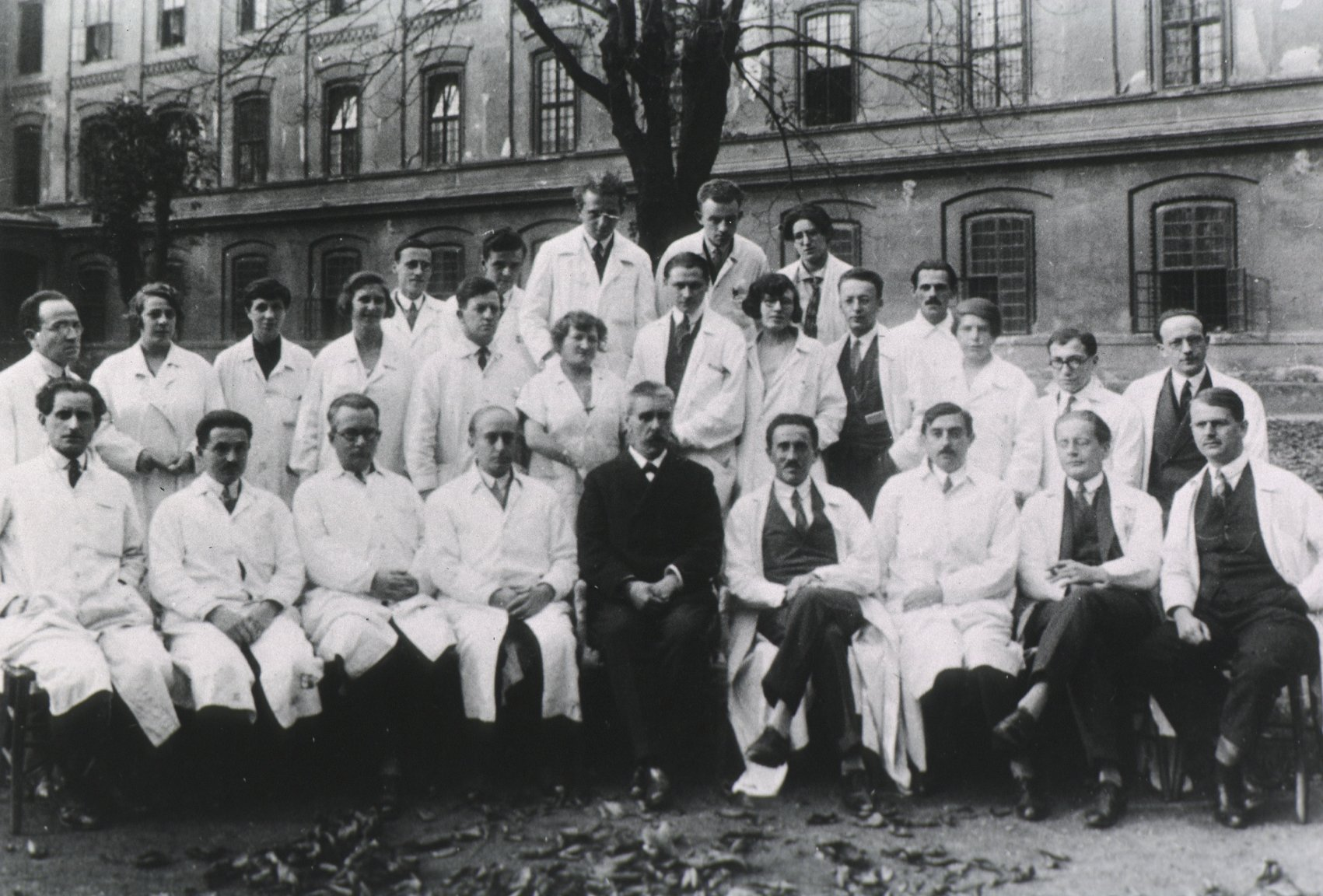
Otto Kauders jako asystent w klinice Wagnera-Jauregga; w pierwszym rzędzie, pierwszy z prawej

Otto Kauders (ur. 18 czerwca 1893 w Wiedniu, zm. 6 sierpnia 1949 w Wiedniu) – austriacki lekarz neurolog i psychiatra. 
Syn lekarza internisty Josefa Kaudersa. Studiował medycynę na Uniwersytecie Wiedeńskim, tytuł doktora medycyny otrzymał w 1920 roku. Następnie był asystentem w klinice neuropsychiatrycznej Uniwersytetu Wiedeńskiego. W 1932 został Privatdozentem, w 1934 prymariuszem oddziału neurologicznego wiedeńskiej polikliniki. W 1935 został profesorem nadzwyczajnym psychiatrii i neurologii. W 1938 roku, po dojściu nazistów do władzy, stracił pracę z powodu żydowskiego pochodzenia. W tym samym roku emigrował do Stanów Zjednoczonych i w czasie II wojny pracował w szpitalu w Buffalo. W 1945 oferowano mu katedrę na Uniwersytecie w Grazu. Rok później został profesorem zwyczajnym na Uniwersytecie Wiedeńskim. 
Należał do American Psychiatric Association, Schweizer Gesellschaft für Psychiatrie, Vereinigung für Psychiatrie und Neurologie in Wien.
Był autorem około 100 prac naukowych. Współpracował z Paulem Schilderem, Josefem Gerstmannem, Erwinem Stranskym i Juliusem Wagnerem-Jaureggiem. Zajmował się głównie psychoterapią i higieną psychiczną. Przypisuje mu się popularyzację LSD w Stanach Zjednoczonych. 

## Wybrane prace
- Über  moriaartige Zustandsbilder und Defektzustände als Spätfolge von Encephalitis epidemica[4]. (1922)
- Über den  Mechanismus der postencephalitischen "psychopathieähnlichen"  Zustandsbilder bei Jugendlichen[5]. (1924)
- Bernhard Dattner, Otto Kauders. Klinische und experimentelle Studien zur therapeutischen Impf-Malaria. Jb. Psych. Neurol. 43 (1924)
- Unübertragbarkeit  alter Impfmalariastämme durch Anophelen[6] (1924)
- Über die Wirkung kleiner Chinindosen auf die therapeutische Impf-Malaria[7] (1925)
- Drehbewegungen  um die Körperlängsachse, Halluzinationen im hemianopischen Gesichtsfeld als Folge eines Schädeltraumas[8] (1925)
- Encephalitis epidemica acuta, Delirium tremens und Hypnose[9] (1925)
- Experimentelle Untersuchungen Über den Einfluss der Unspezifischen Reiztherapie auf die Peripherische  Nervenfaser[10] (1926)
- Über chronische experimentelle Medinalintoxikation[11] (1926)
- Über die Malariabehandlung der Tabes dorsalis[12] (1926)
- Paul Schilder, Otto Kauders. Hypnosis. New York: Nervous and Mental Disease Publishing, 1927
- Über polyglotte Reaktionen bei einer sensorischen Aphasie[13] (1929)
- Immunitätsstudien  bei Malaria- und Recurrensinfektion[14] (1930)
- Vegetatives Nervensystem und Seele. Urban & Schwarzenberg, 1947